# Liste der Einträge im National Register of Historic Places im Harney County
Diese Liste der Einträge im National Register of Historic Places im Harney County enthält alle im Harney County, Oregon in das National Register of Historic Places eingetragenen Gebäude, Bauwerke, Objekte, Stätten oder historischen Distrikte.
Diese Liste ist vollständig mit dem Bearbeitungsstand vom 25. September 2015.

## Derzeitige Einträge
| [ 1 ] | Name                             | Bild                   | Eintragsdatum                 | Lage                                                                                 | Ort        | Beschreibung |
| ----- | -------------------------------- | ---------------------- | ----------------------------- | ------------------------------------------------------------------------------------ | ---------- | ------------ |
| 1     | Allison Ranger Station           | Allison Ranger Station | 12. Sep. 1980 ID-Nr. 80003314 | NE of Burns 43° 54′ 40″ N, 119° 36′ 8″ W                                             | Burns      |              |
| 2     | Double-O Ranch Historic District | weitere Bilder         | 25. Okt. 1982 ID-Nr. 82001502 | Double-O County Rd. 43° 16′ 39″ N, 119° 18′ 36″ W                                    | Burns      |              |
| 3     | Pete French Round Barn           | weitere Bilder         | 10. Sep. 1971 ID-Nr. 71000679 | nördlich von Diamond Station 43° 7′ 57,3″ N, 118° 38′ 33,2″ W                        | bei Burns  |              |
| 4     | Frenchglen Hotel                 | weitere Bilder         | 15. Nov. 1984 ID-Nr. 84000469 | OR 205 42° 49′ 34,8″ N, 118° 54′ 53,1″ W                                             | Frenchglen |              |
| 5     | P Ranch                          | weitere Bilder         | 29. Jan. 1979 ID-Nr. 79002060 | südlich von Burns 42° 49′ 43,8″ N, 118° 53′ 20,3″ W                                  | Burns      |              |
| 6     | Riddle Ranch                     | weitere Bilder         | 23. Mai 1991 ID-Nr. 91000614  | Little Blitzen Rd., östlich von Donner and Blitzen Rd. 42° 39′ 58″ N, 118° 44′ 50″ W | Frenchglen |              |
| 7     | Sod House Ranch                  | weitere Bilder         | 29. Jan. 1979 ID-Nr. 79002061 | südlich von Burns 43° 15′ 21″ N, 118° 52′ 13″ W                                      | Burns      |              |